# Gakutarō Ōsawa
Gakutarō Ōsawa (jap. 大沢 岳太郎 Ōsawa Gakutarō; ur. 25 czerwca 1863 w Toyohashi, zm. 5 grudnia 1920 w Tokio) – japoński anatom. 

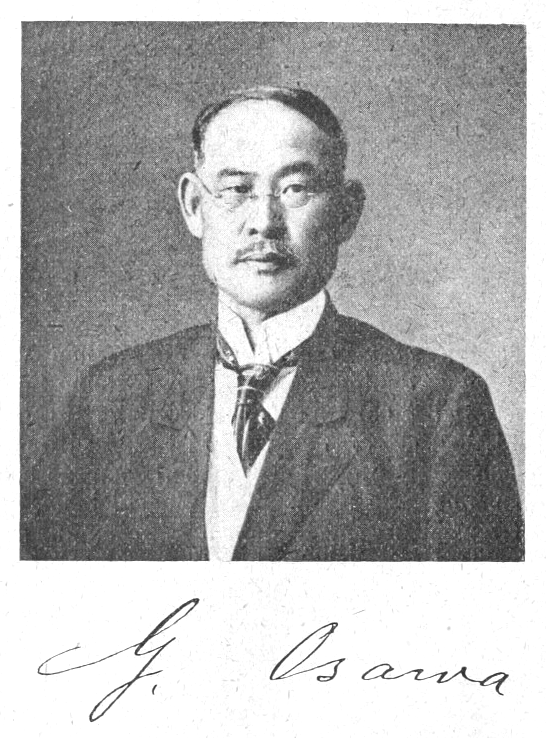
Gakutarō Ōsawa

Od 1887 asystent w Instytucie Anatomicznym Tokijskiego Uniwersytetu Cesarskiego. W 1890 został profesorem nadzwyczajnym, w latach 1884–1888 przebywał w Niemczech, studiując anatomię. Po powrocie do Japonii otrzymał w 1900 katedrę anatomii w Tokio. Przetłumaczył na japoński podręcznik histologii Philipa Stöhra, napisał podręcznik anatomii.

## Wybrane prace
- Zur Geschichte der Anatomie in Japan. Anatomischer Anzeiger 11, s. 489-504, 1896
- Ueber die Fovea centralis von Hatteria punctata. Anatomischer Anzeiger, 15, ss. 226-227, 1899